# Schwab (Radsportteam)
Schwab war ein nur in der Saison 1962 bestehendes professionelles Schweizer Radsportteam. Sponsor war das Unternehmen Schwab Versand GmbH aus Hanau in Deutschland.

## Geschichte
Das Team Schwab wurde 1962 mit sechs Radrennfahrern gegründet. Friedrich Schwab, der Eigentümer das Schwab Versandes, wollte eine eigene Mannschaft zur Deutschland-Rundfahrt 1962 aufstellen. Da er kurzfristig zu wenige deutsche Fahrer verpflichten konnte, löste er eine Lizenz für das Team in der Schweiz.
Die Fahrer hatten in der Regel Zweitverträge mit anderen Radsportteams. In der Deutschland-Rundfahrt wurden Franz Reitz 29., Jan Plantaz 33. und Willy Schüller 34. Zum Ende der Saison 1962 wurde das Team aufgelöst.

## Erfolge
1962
- Etappensieg Tour de Romandie
- Schweizer Meisterschaft – Strassenrennen
- Gran Premio di Lugano

## Bekannte Fahrer
- Rolf Graf
- Rolf Maurer
- Franz Reitz